# Giro di Polonia 2011
Il Giro di Polonia 2011, sessantottesima edizione della corsa, valevole come diciannovesima prova del UCI World Tour 2011, si svolse in sette tappe dal 31 luglio al 6 agosto 2011 per un percorso totale di 1110,9 km. Fu vinto dallo slovacco Peter Sagan, che concluse in 26h40'01".

## Tappe
| Tappa  | Data      | Percorso                                  | km      | Vincitore di tappa | Leader cl. generale |
| ------ | --------- | ----------------------------------------- | ------- | ------------------ | ------------------- |
| 1ª     | 31 luglio | Pruszków > Varsavia                       | 101,5   | Marcel Kittel      | Marcel Kittel       |
| 2ª     | 1º agosto | Częstochowa > Dąbrowa Górnicza            | 159,6   | Marcel Kittel      | Marcel Kittel       |
| 3ª     | 2 agosto  | Będzin > Katowice                         | 135,7   | Marcel Kittel      | Marcel Kittel       |
| 4ª     | 3 agosto  | Oświęcim > Cieszyn                        | 176,9   | Peter Sagan        | Peter Sagan         |
| 5ª     | 4 agosto  | Zakopane > Zakopane                       | 201,5   | Peter Sagan        | Peter Sagan         |
| 6ª     | 5 agosto  | Bukowina Tatrzańska > Bukowina Tatrzańska | 207,7   | Daniel Martin      | Daniel Martin       |
| 7ª     | 6 agosto  | Cracovia > Cracovia                       | 128     | Marcel Kittel      | Peter Sagan         |
| Totale | Totale    | Totale                                    | 1 110,9 |                    |                     |

## Squadre e corridori partecipanti
Ventidue le formazioni al via della corsa, le diciotto squadre dell'UCI ProTour più tre formazioni UCI Professional Continental e una rappresentativa polacca. Partiti da Pruszków 175 ciclisti.
| N.      | Cod. | Squadra                |
| ------- | ---- | ---------------------- |
| 1-8     | GRM  | Team Garmin-Cervélo    |
| 11-18   | LIQ  | Liquigas-Cannondale    |
| 21-28   | LAM  | Lampre-ISD             |
| 31-38   | QST  | Quickstep Cycling Team |
| 41-48   | KAT  | Katusha Team           |
| 51-58   | SBS  | Saxo Bank-Sungard      |
| 61-68   | HTC  | HTC-Highroad           |
| 71-78   | LEO  | Team Leopard-Trek      |
| 81-88   | BMC  | BMC Racing Team        |
| 91-98   | SKY  | Sky Procycling         |
| 101-108 | AST  | Pro Team Astana        |

| N.      | Cod. | Squadra                     |
| ------- | ---- | --------------------------- |
| 111-118 | OLO  | Omega Pharma-Lotto          |
| 121-128 | RAB  | Rabobank Cycling Team       |
| 131-138 | RSH  | Team RadioShack             |
| 141-148 | EUS  | Euskaltel-Euskadi           |
| 151-158 | MOV  | Movistar Team               |
| 161-168 | VCD  | Vacansoleil-DCM             |
| 171-178 | ALM  | AG2R La Mondiale            |
| 181-188 | SKS  | Skil-Shimano                |
| 191-198 | DER  | De Rosa-Ceramica Flaminia   |
| 201-208 | CCC  | CCC-Polsat-Polkowice        |
| 211-218 | RPP  | Selezione Nazionale Polonia |

## Dettagli delle tappe

### 1ª tappa
- 31 luglio: Pruszków > Varsavia – 101,5 km

Risultati
| Pos. | Corridore          | Squadra      | Tempo    |
| ---- | ------------------ | ------------ | -------- |
| 1    | Marcel Kittel      | Skil-Shimano | 2h07'26" |
| 2    | Alexander Kristoff | BMC          | s.t.     |
| 3    | Francesco Chicchi  | QST          | s.t.     |

| Pos. | Corridore          | Squadra      | Tempo    |
| ---- | ------------------ | ------------ | -------- |
| 1    | Marcel Kittel      | Skil-Shimano | 2h07'16" |
| 2    | Alexander Kristoff | BMC          | a 4"     |
| 3    | Adrian Kurek       | Rep. Polski  | a 5"     |

### 2ª tappa
- 1º agosto: Częstochowa > Dąbrowa Górnicza – 159,6 km

Risultati
| Pos. | Corridore         | Squadra      | Tempo    |
| ---- | ----------------- | ------------ | -------- |
| 1    | Marcel Kittel     | Skil-Shimano | 3h38'35" |
| 2    | Heinrich Haussler | Garmin       | s.t.     |
| 3    | Graeme Brown      | Rabobank     | s.t.     |

| Pos. | Corridore         | Squadra      | Tempo    |
| ---- | ----------------- | ------------ | -------- |
| 1    | Marcel Kittel     | Skil-Shimano | 5h45'41" |
| 2    | Adrian Kurek      | Rep. Polski  | a 7"     |
| 3    | Heinrich Haussler | Garmin       | a 14"    |

### 3ª tappa
- 2 agosto: Będzin > Katowice – 135,7 km

Risultati
| Pos. | Corridore            | Squadra      | Tempo    |
| ---- | -------------------- | ------------ | -------- |
| 1    | Marcel Kittel        | Skil-Shimano | 3h09'29" |
| 2    | Romain Feillu        | Vacansoleil  | s.t.     |
| 3    | Jonas Aaen Jørgensen | Saxo Bank    | s.t.     |

| Pos. | Corridore         | Squadra      | Tempo    |
| ---- | ----------------- | ------------ | -------- |
| 1    | Marcel Kittel     | Skil-Shimano | 8h55'00" |
| 2    | Adrian Kurek      | Rep. Polski  | a 17"    |
| 3    | Gianluca Maggiore | De Rosa      | a 22"    |

### 4ª tappa
- 3 agosto: Oświęcim > Cieszyn – 176,9 km

Risultati
| Pos. | Corridore     | Squadra     | Tempo    |
| ---- | ------------- | ----------- | -------- |
| 1    | Peter Sagan   | Liquigas    | 4h21'15" |
| 2    | Daniel Martin | Garmin      | a 3"     |
| 3    | Marco Marcato | Vacansoleil | s.t.     |

| Pos. | Corridore     | Squadra     | Tempo     |
| ---- | ------------- | ----------- | --------- |
| 1    | Peter Sagan   | Liquigas    | 13h16'35" |
| 2    | Marco Marcato | Vacansoleil | a 5"      |
| 3    | Romain Feillu | Vacansoleil | a 7"      |

### 5ª tappa
- 4 agosto: Zakopane > Zakopane – 201,5 km

Risultati
| Pos. | Corridore         | Squadra  | Tempo    |
| ---- | ----------------- | -------- | -------- |
| 1    | Peter Sagan       | Liquigas | 4h52'26" |
| 2    | Michael Matthews  | Rabobank | s.t.     |
| 3    | Heinrich Haussler | Garmin   | s.t.     |

| Pos. | Corridore     | Squadra     | Tempo     |
| ---- | ------------- | ----------- | --------- |
| 1    | Peter Sagan   | Liquigas    | 18h08'51" |
| 2    | Marco Marcato | Vacansoleil | a 15"     |
| 3    | Romain Feillu | Vacansoleil | a 17"     |

### 6ª tappa
- 5 agosto: Terma Bukovina > Bukowina Tatrzańska – 207,7 km

Risultati
| Pos. | Corridore     | Squadra     | Tempo    |
| ---- | ------------- | ----------- | -------- |
| 1    | Daniel Martin | Garmin      | 5h41'05" |
| 2    | Wout Poels    | Vacansoleil | a 1"     |
| 3    | Marco Marcato | Vacansoleil | a 4"     |

| Pos. | Corridore     | Squadra     | Tempo     |
| ---- | ------------- | ----------- | --------- |
| 1    | Daniel Martin | Garmin      | 23h50'06" |
| 2    | Peter Sagan   | Liquigas    | a 3"      |
| 3    | Marco Marcato | Vacansoleil | a 3"      |

### 7ª tappa
- 6 agosto: Cracovia > Cracovia – 128 km

Risultati
| Pos. | Corridore     | Squadra      | Tempo    |
| ---- | ------------- | ------------ | -------- |
| 1    | Marcel Kittel | Skil-Shimano | 2h50'00" |
| 2    | Peter Sagan   | Liquigas     | s.t.     |
| 3    | Leigh Howard  | HTC-Highroad | s.t.     |

| Pos. | Corridore     | Squadra     | Tempo     |
| ---- | ------------- | ----------- | --------- |
| 1    | Peter Sagan   | Liquigas    | 26h40'00" |
| 2    | Daniel Martin | Garmin      | a 6"      |
| 3    | Marco Marcato | Vacansoleil | a 7"      |

## Evoluzione delle classifiche
| Tappa              | Vincitore          | Classifica generale Maglia gialla | Classifica a punti Maglia bianco-verde | Classifica scalatori Maglia ciclamino | Classifica sprint Maglia rossa | Classifica a squadre   |
| ------------------ | ------------------ | --------------------------------- | -------------------------------------- | ------------------------------------- | ------------------------------ | ---------------------- |
| 1ª                 | Marcel Kittel      | Marcel Kittel                     | Marcel Kittel                          | Michał Gołaś                          | Adrian Kurek                   | Quickstep Cycling Team |
| 2ª                 | Marcel Kittel      | Marcel Kittel                     | Marcel Kittel                          | Bartłomiej Matysiak                   | Adrian Kurek                   | Quickstep Cycling Team |
| 3ª                 | Marcel Kittel      | Marcel Kittel                     | Marcel Kittel                          | Bartłomiej Matysiak                   | Adrian Kurek                   | Saxo Bank-Sungard      |
| 4ª                 | Peter Sagan        | Peter Sagan                       | Romain Feillu                          | Bartłomiej Matysiak                   | Adrian Kurek                   | Vacansoleil-DCM        |
| 5ª                 | Peter Sagan        | Peter Sagan                       | Romain Feillu                          | Ruslan Pidhornyj                      | Adrian Kurek                   | Vacansoleil-DCM        |
| 6ª                 | Daniel Martin      | Daniel Martin                     | Peter Sagan                            | Michał Gołaś                          | Adrian Kurek                   | Vacansoleil-DCM        |
| 7ª                 | Marcel Kittel      | Peter Sagan                       | Peter Sagan                            | Michał Gołaś                          | Adrian Kurek                   | Vacansoleil-DCM        |
| Classifiche finali | Classifiche finali | Peter Sagan                       | Peter Sagan                            | Michał Gołaś                          | Adrian Kurek                   | Vacansoleil-DCM        |

## Classifiche finali

### Classifica generale - Maglia gialla
| Pos. | Corridore         | Squadra        | Tempo     |
| ---- | ----------------- | -------------- | --------- |
| 1    | Peter Sagan       | Liquigas       | 26h40'00" |
| 2    | Daniel Martin     | Garmin         | a 6"      |
| 3    | Marco Marcato     | Vacansoleil    | a 7"      |
| 4    | Wout Poels        | Vacansoleil    | a 23"     |
| 5    | Peter Kennaugh    | Sky Procycling | a 25"     |
| 6    | Rinaldo Nocentini | AG2R La Mond.  | a 28"     |
| 7    | Bartosz Huzarski  | Rep. Polski    | s.t.      |
| 8    | Christophe Riblon | AG2R La Mond.  | s.t.      |
| 9    | Steve Cummings    | Sky Procycling | s.t.      |
| 10   | Marek Rutkiewicz  | CCC-Polsat     | a 32"     |

### Classifica a punti - Maglia verde
| Pos. | Corridore         | Squadra      | Punti |
| ---- | ----------------- | ------------ | ----- |
| 1    | Peter Sagan       | Liquigas     | 99    |
| 2    | Marco Marcato     | Vacansoleil  | 89    |
| 3    | Marcel Kittel     | Skil-Shimano | 80    |
| 4    | Romain Feillu     | Vacansoleil  | 77    |
| 5    | Heinrich Haussler | Garmin       | 75    |

### Classifica scalatori - Maglia ciclamino
| Pos. | Corridore           | Squadra     | Punti |
| ---- | ------------------- | ----------- | ----- |
| 1    | Michał Gołaś        | Vacansoleil | 85    |
| 2    | Francisco Vila      | De Rosa     | 47    |
| 3    | Ruslan Pidhornyj    | Vacansoleil | 45    |
| 4    | Jacek Morajko       | CCC-Polsat  | 36    |
| 5    | Bartłomiej Matysiak | CCC-Polsat  | 33    |

### Classifica sprint - Maglia rossa
| Pos. | Corridore           | Squadra      | Punti |
| ---- | ------------------- | ------------ | ----- |
| 1    | Adrian Kurek        | Rep. Polski  | 13    |
| 2    | Gianluca Maggiore   | De Rosa      | 10    |
| 3    | Marco Marcato       | Vacansoleil  | 8     |
| 4    | Arkimedes Arguelyes | Katusha Team | 6     |
| 5    | Bartłomiej Matysiak | CCC-Polsat   | 5     |

### Classifica a squadre
| Pos. | Squadra              | Punti     |
| ---- | -------------------- | --------- |
| 1    | Vacansoleil-DCM      | 80h01'23" |
| 2    | Sky Procycling       | a 12"     |
| 3    | AG2R La Mondiale     | a 2'31"   |
| 4    | CCC-Polsat-Polkowice | a 4'34"   |
| 5    | Team Leopard-Trek    | a 4'44"   |

## Punteggi UCI
| Pos. | Corridore            | Squadra        | Punti |
| ---- | -------------------- | -------------- | ----- |
| 1    | Peter Sagan          | Liquigas       | 116   |
| 2    | Daniel Martin        | Garmin         | 90    |
| 3    | Marco Marcato        | Vacansoleil    | 76    |
| 4    | Wout Poels           | Vacansoleil    | 64    |
| 5    | Peter Kennaugh       | Sky Procycling | 51    |
| 6    | Rinaldo Nocentini    | AG2R La Mond.  | 40    |
| 7    | Christophe Riblon    | AG2R La Mond.  | 20    |
| 8    | Steve Cummings       | Sky Procycling | 10    |
| 9    | Heinrich Haussler    | Garmin         | 8     |
| 10   | Romain Feillu        | Vacansoleil    | 5     |
| 11   | Alexander Kristoff   | BMC            | 4     |
| 11   | Michael Matthews     | Rabobank       | 4     |
| 13   | Francesco Chicchi    | Quickstep      | 2     |
| 13   | Graeme Brown         | Rabobank       | 2     |
| 13   | Jonas Aaen Jørgensen | Saxo Bank      | 2     |
| 13   | Leigh Howard         | HTC-Highroad   | 2     |
| 17   | John Degenkolb       | HTC-Highroad   | 1     |
| 17   | Giacomo Nizzolo      | Leopard-Trek   | 1     |
| 17   | Adam Blythe          | Omega Pharma   | 1     |
| 17   | Paul Martens         | Rabobank       | 1     |
| 17   | Fabian Wegmann       | Leopard-Trek   | 1     |
| 17   | Przemysław Niemiec   | Lampre-ISD     | 1     |
| 17   | Tiago Machado        | RadioShack     | 1     |

| Pos. | Squadra                | Punti |
| ---- | ---------------------- | ----- |
| 1    | Vacansoleil-DCM        | 145   |
| 2    | Liquigas-Cannondale    | 116   |
| 3    | Team Garmin-Cervélo    | 98    |
| 4    | Sky Procycling         | 61    |
| 5    | AG2R La Mondiale       | 60    |
| 6    | Rabobank Cycling Team  | 7     |
| 7    | BMC Racing Team        | 4     |
| 8    | HTC-Highroad           | 3     |
| 9    | Quickstep Cycling Team | 2     |
| 9    | Saxo Bank-Sungard      | 2     |
| 9    | Team Leopard-Trek      | 2     |
| 12   | Lampre-ISD             | 1     |
| 12   | Omega Pharma-Lotto     | 1     |
| 12   | Team RadioShack        | 1     |

| Pos. | Nazione     | Punti |
| ---- | ----------- | ----- |
| 1    | Italia      | 119   |
| 2    | Slovacchia  | 116   |
| 3    | Irlanda     | 90    |
| 4    | Paesi Bassi | 64    |
| 5    | Regno Unito | 62    |
| 6    | Francia     | 25    |
| 7    | Australia   | 16    |
| 8    | Norvegia    | 4     |
| 9    | Germania    | 3     |
| 10   | Danimarca   | 2     |
| 11   | Polonia     | 1     |
| 11   | Portogallo  | 1     |